# Birgisch
Birgisch (toponimo tedesco) è una frazione di 253 abitanti del comune svizzero di Naters, nel Canton Vallese (distretto di Briga).

## Storia

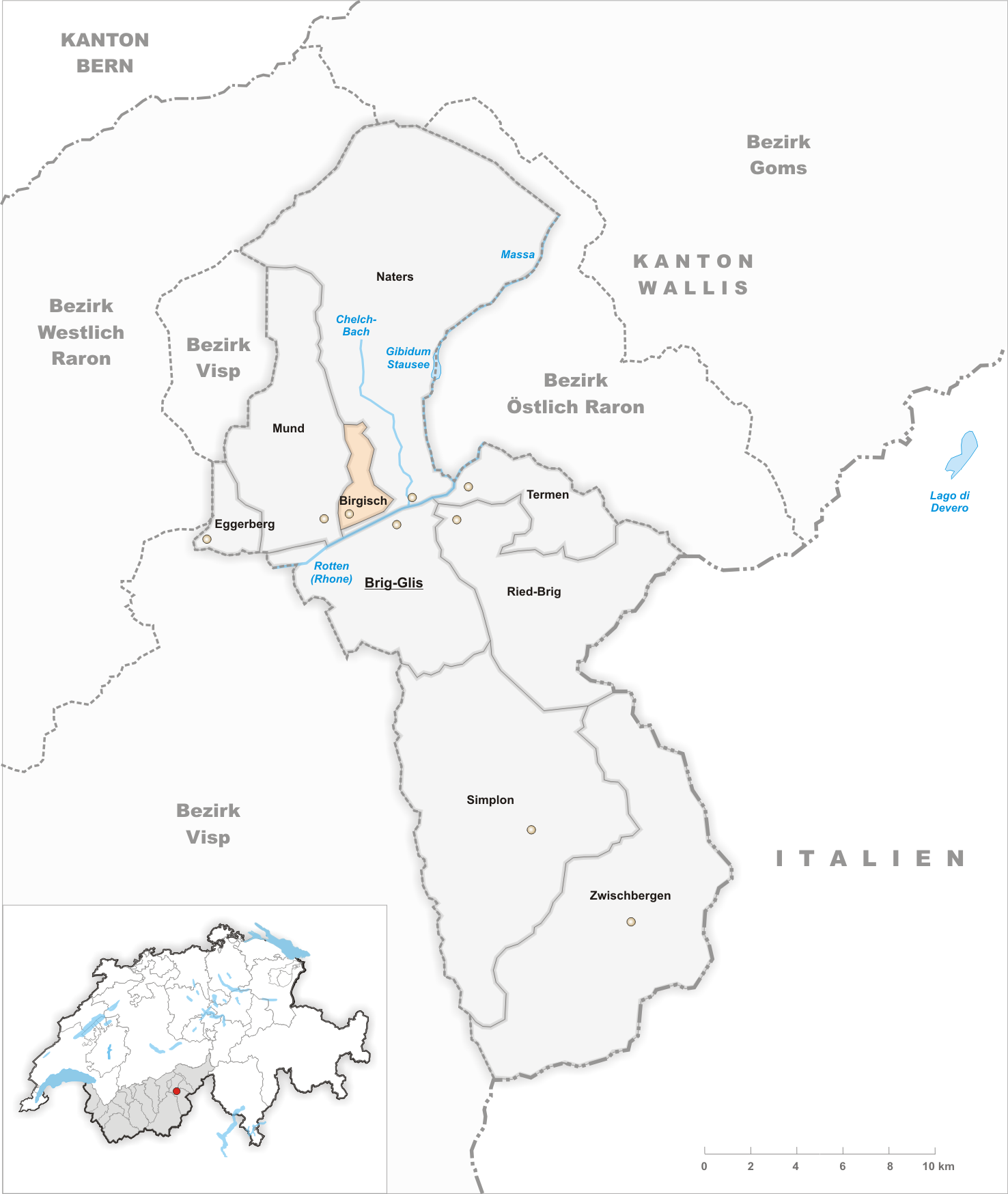
Il territorio del comune di Birgisch prima degli accorpamenti comunali del 2013

Già comune autonomo istituito all'inizio del XIX secolo con la fusione dei comuni soppressi di Oberbirgisch e Unterbirgisch e che si estendeva per 5,7 km², nel 2013 è stato accorpato al comune di Naters assieme all'altro comune soppresso di Mund.

## Monumenti e luoghi d'interesse
- Cappella di San Giovanni Battista, attestata dal 1379 e ricostruita nel 1687 e nel 1905[1].

## Società

### Evoluzione demografica
L'evoluzione demografica è riportata nella seguente tabella:
Abitanti censiti

## Amministrazione
Ogni famiglia originaria del luogo fa parte del cosiddetto comune patriziale e ha la responsabilità della manutenzione di ogni bene ricadente all'interno dei confini della frazione.